# Penne (czapka)

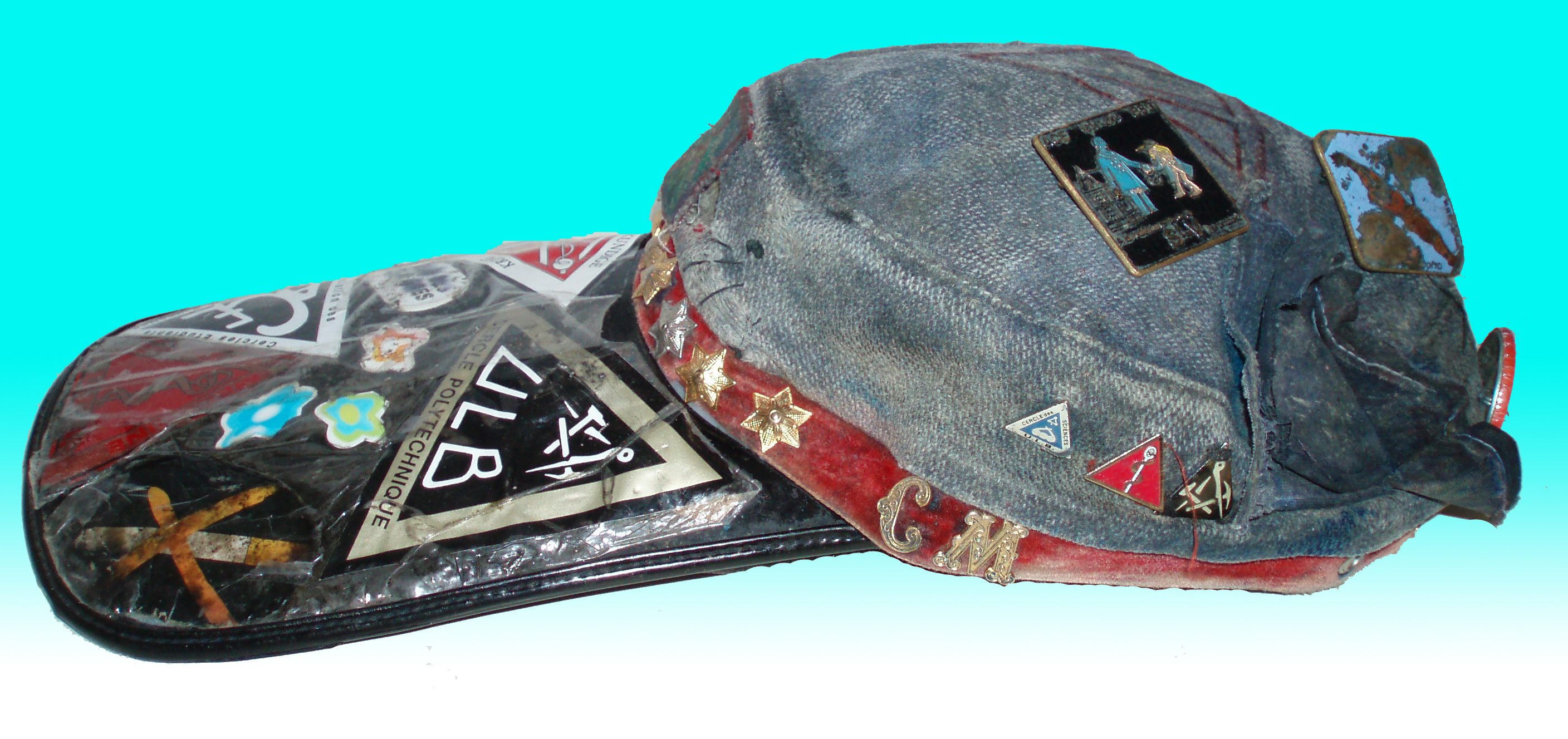
Penne studenta kręgu medycyny ULB

La penne to czapka studencka uniwersytetów wolnowyznaniowych w Belgii (Liège, Bruksela etc).

## Historia
"Od marca 1860 roku, „czapka z materiału z wąskim daszkiem” zdaje się być czapką studencką studenta z Liège. Na początku jest zielona dla wszystkich, albowiem zielony to kolor Uniwersytetu w Liège. Student ubiera czapkę z różnych powodów. Należy najpierw zwrócić uwagę na panującą ówcześnie modę. W XIX wieku, a nawet jeszcze chwilę później rzeczą normalną i codzienną jest noszenie nakrycia głowy. Co jest bardziej interesujące to rodzaj nakrycia głowy wybranego przez studentów. Na wybór ten nałożyło się wielu czynników. w tym przede wszystkim buntowniczy duch studentów. Dlatego najprawdopodobniej zdecydowali się na noszenie innego kapelusza niż te noszone tradycyjnie przez mieszczan (cylinder, etc.). Należy dodać, że studenci wywodzą się w większości właśnie z tej klasy społecznej. Naśladowanie niemieckich czapek studenckich musiało również odgrywać rolę, trudno jest jednak ocenić znaczenie tego czynnika. Wreszcie czapki, różne ich typy lub style, to "modny" dodatek do ubioru w epoce romantyzmu. Te okoliczności prowadzą do stworzenia czapki studenckiej w Liège, czapki wkrótce charakterystycznej dla żaków tego miasta. Wkrótce każda czapka staje się swoistą historią studenta który ją nosił poprzez dodawanie na niej odznak, przypinek i emblematów.
Pod koniec 1880 roku, kolor czapki zaczyna się dywersyfikować: kolor zielony będzie należał do studentów medycyny, biały do prawników i filozofów, wreszcie czarny lub niebieski do studentów Górnictwa. Daszek będzie stopniowo się wydłużać, aby osiągnąć obecny rozmiar w latach 70. Prawie nic nie wiadomo o przyczynach, które doprowadziły do tych zmian.
Z końcem XIX wieku czapkę nazywa się "okropną". Termin ten jest zastępowany przez nazwę "penne" wkrótce po 1918 roku.
Istnieją również czapki studenckie podobne do tych z Liège w Brukseli (ULB), w Charleroi (Université du travail), w Mons, w Leuven, w Antwerpii, itp. ... ""